# Miltochrista phaeodonta
Miltochrista phaeodonta là một loài bướm đêm thuộc phân họ Arctiinae, họ Erebidae.